# Un jour avec vous
Pour plus de détails, voir Fiche technique et Distribution.
Un jour avec vous est un film français réalisé par Jean-René Legrand et sorti en 1952.

## Fiche technique
- Titre : Un jour avec vous
- Réalisation : Jean-René Legrand
- Scénario : Jacques Vilfrid et Jean Girault
- Dialogues : Jacques Vilfrid
- Photographie : Pierre Levent
- Cadreur : Roger Fellous
- Montage : André Gaudier
- Musique : Louiguy
- Son : Maurice Carrouet
- Photographe de plateau : Raymond Voinquel
- Sociétés de production : Paris Monde Productions - Les Films du Cyclope
- Pays de production :  France
- Format : Noir et blanc - 1,37:1 - 35 mm - Son mono
- Genre : Comédie
- Durée : 94 minutes
- Date de sortie : 
  - France : 14 mars 1952

## Distribution
- André Claveau : Philippe Mazières
- Véra Norman : Mathilde de Marsans
- Arlette Merry : Claude Cartier
- Jean Tissier :  Geoffroy de Marsans
- Mary Marquet : Estelle de Marsans
- André Gabriello :  L'aubergiste
- Pierre Mondy : Georges
- Marcel Vallée : Bullock
- Marcel Portier
- Simone Logeart